# ノコギリザメ

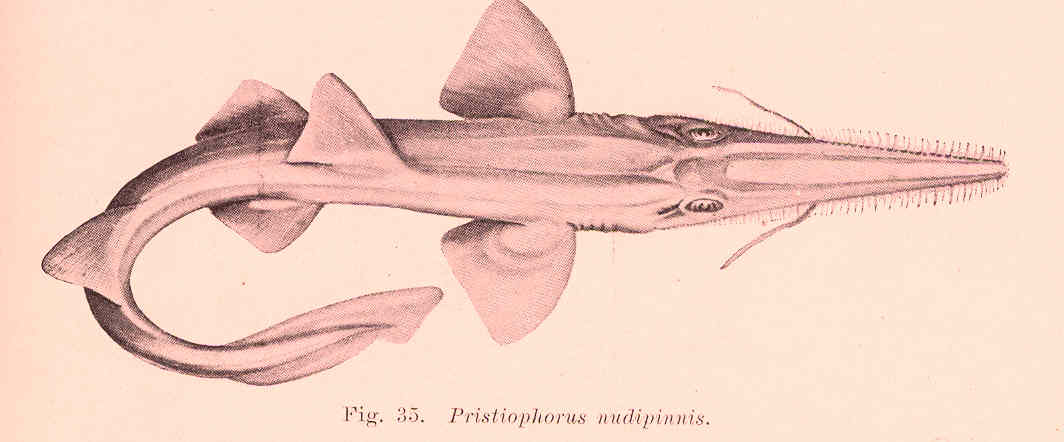
Shortnose sawshark Pristiophorus nudipinnis のスケッチ

ノコギリザメ（鋸鮫）とは、ノコギリザメ目ノコギリザメ科 Pristiophoridae に属する、ノコギリ状の吻をもつ魚の総称。あるいはその中の1種を指していう。類似した形態をもつノコギリエイ（ノコギリエイ目ノコギリエイ科）とは分類上異なる。

## 分布
南アフリカからオーストラリアの沿岸海域、また日本近海にも生息する。

## 生態
ノコギリザメの吻（頭の先端部分）は著しく変形し、のこぎり状の構造物となっている。長く伸びた吻は平らで、両側に棘のような歯が多数並ぶ。歯は長いものと短いものが交互に並ぶのが普通である。ノコギリザメは、この凶器を振り回すことで餌生物に傷を負わせて気絶させたり、あるいは真っ二つに切り裂くという特異な習性を持っている。主な餌となるのは、小魚やイカ、甲殻類などである。また面積の広い吻の下側には生物電気をキャッチする小さな孔（ロレンチニ瓶）が多数空いており、砂の中にいるエビやカニなどを見つけて掘り起こして食べる。吻には2本の肉質のひげが生えており、捕食行動に関連していると考えられる。
40m以深の砂泥質の海底を好み、夜活発に活動する。大きくなると体長170cmに達する。ノコギリエイのように巨大になる種は知られていない。えらはPristiophorus 属が5対なのに対し、Pliotrema 属のムツエラノコギリザメ Pliotrema warreni は6対である。2基の背びれをもち、臀びれを欠く。体はやや縦に扁平で、底生生活に適応している。あまり速く泳ぐことはできない。胎生。子宮内の仔魚の吻は柔らかい膜に覆われ、母体を保護する。

## 人との関わり
人には危害を加えず、また野生のノコギリザメを目にする機会もほとんどないと思われるが、危険を察知すればノコギリ状の吻で攻撃してくる可能性があるため、刺激を与えること自体は控えるべきである。

### 利用
本種は漁業上重要で、ノコギリザメの肉はサメの中でも上等とされている。日本産のものの肉は加工されて、かまぼこなどの練り製品の原料になる。

## 分類
ノコギリザメ科 Pristiophoridae には2属10種が含まれる 。日本産はノコギリザメ Pristiophorus japonicus 1種のみ。
ムツエラノコギリザメ属 Pliotrema 属
えらが6 対ある。
- Anna's sixgill sawsharkPliotrema annae
- Kaja's sixgill sawsharkPliotrema kajae
- ムツエラノコギリザメ（英名：Warren's sixgill sawshark） Pliotrema warreni

ノコギリザメ属 Pristiophorus 属
- ノコギリザメ Pristiophorus japonicus（英名：Japanese sawshark）
  - 全長1.5m 。日本近海に生息。

- ミナミノコギリザメ（英名：Longnose sawshark）Pristiophorus cirratus
  - オーストラリア近海に生息。

- Tropical Ausutralian sawshark Pristiophorus delicatus
- Shortnose sawshark Pristiophorus nudipinnis
- ニシノコギリザメ（英名：Bahamas sawshark） Pristiophorus schroederi
- Lana's sawshark Pristiophorus lanae
- Aflican dwarf sawshark Pristiophorus nancyae